# Braziliaanse militaire regering
De Braziliaanse militaire regering was de periode van het Braziliaanse geschiedenis tussen 1 april 1964 en 15 maart 1985, toen het land door leden van de strijdkrachten werd geregeerd. Het wordt beschouwd als een dictatoriale regering omdat de vrijheid van meningsuiting werd onderdrukt, verkiezingen niet direct waren en tegenstrevers werden gemarteld. 

## Geschiedenis
De anti-communistische dictatuur, die werd gesteund door de Verenigde Staten, begon met een militaire staatsgreep op 31 maart 1964 tegen de administratie van linkse president João Goulart. Hoewel eerst aangekondigd als tijdelijk, duurde het tot 1985 (21 jaren).      
Tussen 1964 en 1969, waren er zeventien Institutionele Wetten (AIs, Atos Institucionais) die meer macht   
gaven aan de militaire heersers. In 1967 kreeg Brazilië ook een nieuwe Grondwet.
Tot 1979, had de militaire regering een tweepartijenstelsel, met ARENA, de heersende militaire partij en MDB, de democratische oppositie. MDB had in feite heel weinig macht. De democratisering begon in 1974 en het meerpartijenstelsel werd hersteld in 1979. Tussen 1983 en 1984, waren er protesten tegen de dictatuur, zoals Diretas Já. De laatste indirecte verkieziengen gebeurden op 15 januari 1985 en de militaire regering werd twee maanden later op 15 maart afgeschaft.

## Presidenten
| Foto | President                         | Periode   |
| ---- | --------------------------------- | --------- |
|      | Maarschalk Castelo Branco         | 1964–1967 |
|      | Maarschalk Artur da Costa e Silva | 1967–1969 |
|      | Militaire junta                   | 1969      |
|      | Generaal Emílio Médici            | 1969–1974 |
|      | Generaal Ernesto Geisel           | 1974–1979 |
|      | Generaal João Figueiredo          | 1979–1985 |